# كلوستريديوم روثي - النويع الروثي
كلوستريديوم ستيركوراريوم نويع ستيركوراريوم أو كلوستريديوم روثي نويع الروثي (نسبة إلى مصدر العزولات isolate وهو السماد مُخَلَّط المتكوم) هو نوع من البكتيريا من فصيلة كلوستريدياسيا.